# Буткевич, Виктор Станиславович
Ви́ктор Станисла́вович Бутке́вич (1827—1900) — русский военно-административный деятель, статский советник.

## Биография
Дворянин Ковенской губернии, католик, воспитывался в частном учебном заведении.
В службу вступил унтер-офицером (подпрапорщиком) Могилёвского пехотного полка 26 ноября (8 декабря) 1843; за выслугой узаконенных лет пожалован прапорщиком 31 августа (12 сентября) 1846; произведён на вакансию подпоручиком 4 (16) апреля 1848. Участник Венгерского похода: «в воздаяние за отличное мужество и храбрость, оказанные в сражении с мятежными венграми 21 июля сего года при г. Дебречине (Дебрецене)» награждён орденом Святой Анны 4 степени с надписью — «за храбрость» 31 октября (12 ноября) 1849; за ту же кампанию награждён серебряной медалью «За усмирение Венгрии и Трансильвании».Производится на вакансию в поручики 26 мая (7 июня) 1850.
В составе того же полка участвует в Восточной войне 1853—1856 годов: участвовал в Дунайской кампании 1854 в Молдавии и Валахии; из поручиков на вакансию производится в штабс-капитаны 19 (31) мая 1854, и в том чине с 22 июля по 3 августа 1855 участвует в обороне Севастополя и 4 (16) августа 1855 — в сражении на Чёрной речке. За кампанию награждён: орденом Святой Анны 3 степени с мечами и бантом «за отличное мужество и храбрость, оказанные в деле с неприятелем 4 августа 1855 года у речки Чёрной» 29 ноября (11 декабря) 1855; серебряной медалью «За защиту Севастополя»; светло-бронзовой медалью «В память войны 1853—1856» на Андреевской ленте.
Портрет и краткая биография включены в юбилейный сборник: Рерберг П. Ф. «Севастопольцы». Сборник портретов участников обороны Севастополя в 1854—1855 годах: Вып. 3. — СПб., 1907.
В том же чине и в должности командира 1-й роты 1-го батальона Могилёвского пехотного полка в феврале-апреле 1857 участвует в усмирении крестьянского бунта в селе Бессонове Вяземского уезда Смоленской губернии. Пожалован в капитаны 30 октября (11 ноября) 1858. В воздаяние отлично-усердной и ревностной службы, пожалован кавалером ордена Святого Станислава 3 степени 16 (28) мая 1862.
Капитаном Могилёвского пехотного полка в январе 1863 года встретил в Радомской губернии начало Польского восстания 1863—1864 годов: 30 июня (12 июля) 1863 производится, в сравнение с сверстниками, в майоры 25-го Смоленского пехотного генерал-адъютанта графа Адлерберга 1-го полка, со старшинством с 7 (19) июня 1863, и назначается на должность младшего штаб-офицера. В том чине и в той должности, за дело 4 (16) сентября 1863 у мызы (села) Малогоща Радомской (позднее — Келецкой) губернии, «где 4 пехотные роты, под начальством сего штаб-офицера, разумно направленные, вступили в рукопашный бой и нанесли мятежникам огромное поражение, преследуя их на протяжении 10 верст», пожалован орденом Святого Станислава 2 степени с мечами 26 февраля (9 марта) 1864 и представлен к награждению золотым оружием; за оказанные против польских мятежников в деле 18 (30) сентября 1863 у мызы (села) Мельхов «отличную распорядительность, деятельность, мужество и храбрость» пожалован знаками ордена Святого Станислава 2 степени, украшенными императорской короной с мечами 4 (16) июня 1864.
С оставлением по штатам Смоленского пехотного полка, 9 (21) января 1864 назначен военным начальником Опатовского уезда Радомской губернии, на место полковника Смоленского пехотного полка М. П. Сухонина, скончавшегося от смертельных ран, полученных в бою 8 (20) января 1864 под Илжей с отрядом польских повстанцев, под командованием Рембайло. Следуя во главе сводного отряда из гмины Бодзентын к гмине Васниове, Радомской губернии, вечером 8 (20) января 1864 настиг и разбил близ мызы Кунова отряд польских повстанцев в 300 чел. под предводительством Домбровского, взяв в плен 25 повстанцев и рассеяв остальных в близлежащем лесу. Часть повстанцев, в числе 50 чел., была настигнута 11 (23) января 1864 «близ мызы Пржедборже отрядом, высланным из мызы Горшковице, и снова понесла совершенное поражение: предводитель её, Домбровский, и 25 человек из отряда убиты, в взяты в плен и отбито 20 ружей»
«О разгроме отрядов Домбровского при Пржедборже»
```
   «В начале января
[
4
]
 где-то в 
Стопницком уезде
 переправилась через Вислу значительная банда. Она была настигнута и разбита войсками между Конец-Полем и Житном; но часть её, бросившись на запад, успела испортить Варшавскую железную дорогу <…> Хотя появление заграничных партий надо было ожидать с тех пор, как начались морозы, и Висла, покрытая льдом, перестала служить препятствием для переправы, однако известие об этом произвело на всех самое тяжелое впечатление: надлежало ожидать, что следом за первой шайкою будут другие, и что военные действия, по примеру прошлого года, примут опять серьезные размеры.
```

```
  Действительно, 6-го января, в самый день Крещения, когда войска, распущенные после церковного парада, с музыкой и песнями расходились по своим казармам <…> пронесся тревожный слух, будто бы один из наших отрядов, действовавших в Опатовском уезде, понес поражение. Говорили, что инсургенты, по следам его, штурмовали 
Илжу
, но были отбиты <…> По собранным, впоследствии, сведениям оказалось, что шайка состояла из тысячи человек, предводимых Рембайлою
[
5
]
, и сформировалась за несколько дней перед тем, из остатков прежде разбитых банд и галицких поляков, прибывавших в неё то по одиночке, то небольшими партиями, под командою австрийских и венгерских офицеров. Существование этой банды было, однако, непродолжительно. Как только в 
Радоме
 получили известие, что инсургенты штурмовали Илжу, оттуда тотчас высланы были две роты и эскадрон Екатеринославцев, под командою полковника 
Аленича
, который присоединил к себе по дороге ещё две роты Смоленского и две роты Могилёвского полков, находившихся в Илже и в Липске. Собрав, таким образом, довольно значительный отряд и узнав, что лагерь мятежников находится под Ратковицами в густом лесу, называемом «Остре-Гурки»
[
6
]
, Аленич тотчас пошел вперед и под вечер 8-го января напал на неприятеля так неожиданно, что повстанцы не успели даже приготовиться к обороне. Глубокие рвы и засеки, окружавшие позицию, не удержали пехоты: ворвавшись в лагерь, она произвела такую резню, о которой повстанцы долго вспоминали с ужасом. Масса убитых и раненных, оставленных на месте свалки и множество тел, разбросанных в лесу, повсюду, куда бежали только инсургенты красноречиво говорили о совершенном истреблении шайки. С нашей стороны, благодаря внезапности и быстроте удара, убиты были только двое нижних чинов и пятеро ранены
[
7
]
. На трупе одного из убитых повстанцев нашли бумаги, адресованные на имя Рембайлы и его же патент на чин полковника, пожалованный ему 
жондом
 в конце минувшего года. Отсюда заключили, что Рембайло был убит; но вскоре оказалось, что он бежал в Люблинскую губернию и добровольно явился в крепость 
Замостье
, к генерал-майору 
Костанде
, который немедленно телеграфировал об этом в Варшаву. Добровольная явка одного из начальников, столь прославленного революционной печатью, была чрезвычайно важна в моральном отношении, показав повстанцам невозможность дальнейшей борьбы, когда и те, на которых жонд возлагал все упование, спешат, добровольною сдачей, облегчить тяжесть ожидаемого наказания. Дальнейшую судьбу Рембайлы <…> мы упустили из виду и знаем только, что под псевдонимом его скрывался некто Адам Кошка, отставной поручик Симбирского пехотного полка.
```

```
    Одновременно с действиями полковника Аленича под Острой-Гурко, из 
Кельце
 выступил отряд, сопровождавший майора Буткевича, назначенного в 
Опатов
 военным начальником на место умершего от ран полковника Сухонина. 9-го января, подходя к Васневу, драгуны [это был полуэскадрон новороссийцев под командою капитана 
Щербинского
] открыли пешую банду и, после сильной перестрелки, когда мятежники начали отступать тремя колонами, пошли в атаку. Они ударили на крайнюю толпу и смешали её так быстро, что, потеряв одного драгуна раненым [кроме этого рядового, вскоре умершего, ранены ещё четыре лошади], сами изрубили одиннадцать человек, четырнадцать ранили и пятнадцать взяли в плен; но пока эта колона гибла под ударами драгунов, остальные две, пользуясь благоприятною минутой, успели отступить и скрыться в близлежащем лесу. Подоспевшая пехота захватила ещё несколько человек, показания которых обнаружили, что шайка состояла из двухсот человек, под предводительством Домбровского, и следовала на соединение с Рембайлом, ещё не зная о поражении его под Острой-Гуркой [остатки этой шайки долго ещё скрывались в Опатовском уезде, но, теснимые со всех сторон высланными отрядами, бросились на запад к Варшавской железной дороге, где были встречены ротою Тобольского полка, разбиты вторично и потеряли своего предводителя]»
```

Приняв команду над опатовским гарнизоном (три роты Смоленского пехотного полка, рота Галицкого пехотного полка, команда хлебопеков Черниговского пехотного полка, казачья и инвалидная команды), отбил нападение на Опатов отрядов польских повстанцев общей численностью в 1800 чел., и за «примерную распорядительность и отличную храбрость, оказанную им в звании отрядного начальника при поражении многочисленного скопища под начальством То́пора, сделавших нападение на г. Опатов», награждён золотой саблей с надписью — «За храбрость» 13 (25) ноября 1864. В той же должности — военного начальника Опатовского уезда, майор Смоленского пехотного полка В. С. Буткевич «за храбрость и распорядительность при разбитии значительных мятежных шаек в Цысовских лесах и около деревни Оцесенко» в деле 16 (28) ноября 1863, был награждён орденом Святой Анны 2 степени с мечами 10 (22) августа 1864. За ту же кампанию, кроме кавалерственных орденов и золотого оружия, пожалованных «в воздаяние отличного мужества и храбрости, оказанных в делах с польскими мятежниками», был награждён светло-бронзовой медалью «За усмирение польского мятежа 1863—1864».
С 1 (13) августа 1866 зачислен майором по армейской пехоте, с оставлением в должности. С оставлением исправляющим должность военного начальника Опатовского уезда Радомской губернии, в том же чине — майора по армейской пехоте, с 1 (13) января 1867 причислен к ведомству М-ва внутренних дел. За отличие по службе произведён подполковником 24 апреля (6 мая) 1867, c оставлением в должности и по армейской пехоте. В том же — 1867, пожалован кавалером ордена Святого Владимира 4 степени с бантом, за беспорочную, в офицерских чинах, выслугу 25 лет службы (пожалован 22.09.1867; указ 30.12.1867).
С 1 (13) апреля 1868, в том же чине — армии подполковника, состоящего в ведомстве М-ва внутренних дел, назначен военным начальником Опоченского уезда Радомской губернии, и служил в той должности по 1880 год. С 1880 переведён, в том же чине того же ведомства, уездным начальником Калишской губернии Царства Польского, в которой служил до своей отставки: два года (1880—1881) начальником Серадзского уезда; с 9 (21) февраля 1882 по 19 (31) октября 1899 — начальником Ленчицкого уезда.
ВП от 13 (25) января 1888, из армии подполковников переименован в коллежские советники, с увольнением от военной службы, и с оставлением, по ведомству М-ва внутренних дел, в должности начальника Ленчицкого уезда Калишской губ. В том чине и в той должности, указом от 30 августа (11 сентября) 1891, пожалован кавалером ордена Святого Владимира 3 степени «в воздаяние отлично-усердной службы». Сенатским указом от 19 июня (1 июля) 1892 за № 83, по Варшавскому генерал-губернаторству, производится, за выслугу лет, со старшинством, в статские советники — с 13 (25) января 1892, с оставлением в должности начальника Ленчицкого уезда. Отставлен от службы 19 (31) октября 1899.
По должности уездного начальника возглавлял и избирался членом различных местных учреждений Радомской и Калишской губерний, состоял: членом Попечительного совета благотворительных заведений Опоченского уезда Радомской губ.; председателем Ленчицкого уездного комитета Попечительства о народной трезвости — и др. Был награждён серебряными медалями «За труды по устройству крестьян в Царстве Польском» и «В память царствования императора Александра III», а также бронзовой медалью «За труды по первой всеобщей переписи населения».
Был женат.